# Dan Scavino

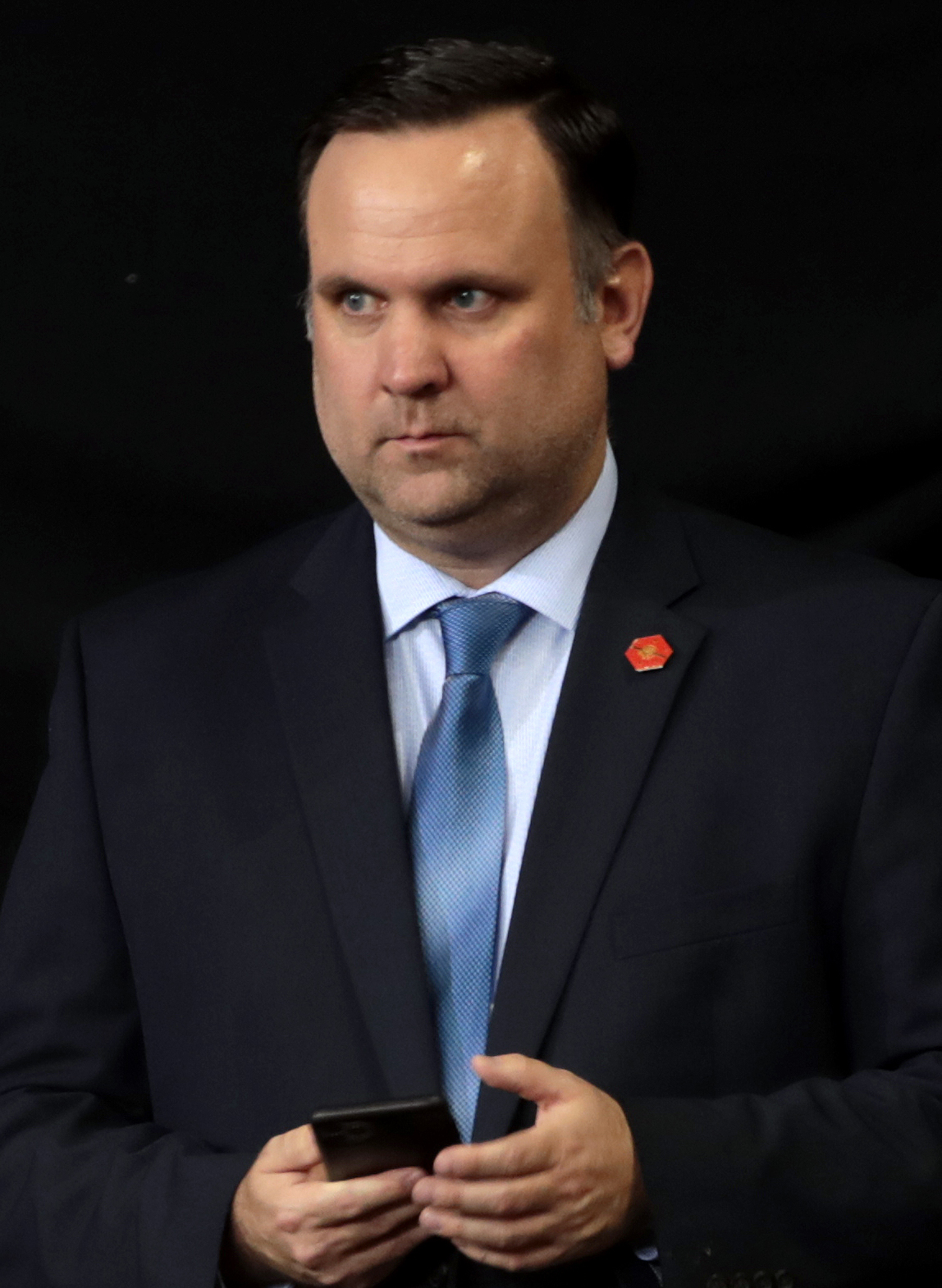
Dan Scavino (2020)

Daniel Scavino Jr. (* 15. Januar 1976 in New York) ist ein US-amerikanischer Politikberater und seit Januar 2025 stellvertretender Stabschef des Weißen Hauses im Kabinett Trump II. Er war von April 2020 bis Januar 2021 Vize-Stabschef für Kommunikation und Soziale Medien im Kabinett Trump I. Scavino war der am längsten amtierende Berater der Trump-Administration. Zuvor arbeitete er als Manager in einem Golfclub Trumps und später als Medienbeauftragter für den Präsidentschaftswahlkampf von Donald Trump.

## Werdegang und Persönliches
Scavino wurde im US-Bundesstaat New York geboren und wuchs in der Metropolregion New York City auf. Seine Familie ist italienischer Abstammung. Seinen ersten Berührungspunkt mit der Trump-Familie hatte Scavino 1992, als er als Caddie für Donald Trump in dessen Golfclub im Westchester County arbeitete. 1998 absolvierte er seinen Bachelor in Communications an der State University of New York at Plattsburgh.
Im Jahr 2000 heiratete Scavino seine Frau Jennifer, die im Januar 2018 die Scheidung einreichte. Aus der Ehe gingen zwei gemeinsame Kinder hervor.

## Karriere
Scavino arbeitete nach seinem Studium zunächst einige Jahre für Coca-Cola und Galderma, bevor er Manager des Trump National Golf Club Westchester wurde.

### Präsidentschaftswahlkampf 2016
Dan Scavino war von Beginn an, im Juni 2015, Teil des Teams von Donald Trump, der sich um die Kandidatur der Republikaner bewarb. Im Februar 2016 ernannte Trump Scavino zum Leiter für Soziale Medien seines Wahlkampfteams.

### Im Weißen Haus
Am 22. Dezember 2016, einundeinhalb Monate nach dem Wahlsieg von Donald Trump, kündigte dieser an, Scavino zum Leiter für Soziale Medien im Weißen Haus ernennen zu wollen. Scavino nahm damit ab dem 20. Januar 2017 den Posten eines Vize-Stabschefs ein. Am 18. Juni 2019 wurde in einem Artikel von USA Today behauptet, dass Dan Scavino derjenige sei, der einen Großteil von Donald Trumps Tweets verfasse.
Dan Scavino war das dienstälteste Mitglied des Trump-Teams. Am 20. Januar schied er, mit der Vereidigung des neuen US-Präsidenten Joe Biden, aus seinem Amt.

### Nach dem Weißen Haus
Scavino blieb auch nach Trumps Amtszeit dessen Team erhalten und kümmert sich nach wie vor um digitale Angelegenheiten im möglicherweise bevorstehenden Vorwahlkampf für die Präsidentschaftswahl 2024 sowie für die Halbzeitwahlen 2022, wo das gesamte Repräsentantenhaus und ein Drittel des Senats neu gewählt werden.

## Kontroversen
Während des Unabhängigkeitstags-Wochenendes 2016 löste Scavino einen landesweiten Skandal aus, als er über Donald Trumps Twitter-Account ein Foto von dessen demokratischer Herausforderin Hillary Clinton veröffentlichte, in deren Hintergrund ein mutmaßlicher Davidstern mit den Worten „Most Corrupt Candidate Ever.“ (dt.: Korrupteste Kandidatin Aller Zeiten) abgebildet war. Da dasselbe Foto vorher auf antisemitischen Plattformen kursierte, löste der Post eine Welle der Entrüstung in den USA aus. Das Trump-Team verteidigte den Post und behauptete, dass ein Sheriffstern gemeint gewesen wäre, löschte den Tweet daraufhin aber trotzdem und ersetzte den Stern durch einen Kreis.
Im April 2017 behauptete der Jurist Richard Painter, Scavino habe gegen den Hatch Act of 1939 verstoßen, ein Gesetz, welches Mitarbeitern der Exekutive untersagt, an Wahlaktivitäten mitzuwirken. Konkret kritisierte er, dass Scavino von seinem offiziellen Twitter-Profil aus, die Abwahl des Kongressabgeordneten Justin Amash forderte. Das United States Office of Special Counsel  bestätigte später, dass Scavino gegen den Hatch Act verstoßen hat und beließ es bei einer Ermahnung.